# Pero periculosaria
Pero periculosaria är en fjärilsart som beskrevs av Charles Oberthür 1883. Pero periculosaria ingår i släktet Pero och familjen mätare. Inga underarter finns listade i Catalogue of Life.